# بوروشارتا
بوروشارتا (بالسنسكريتيَّة: पुरुषार्थ)، مفهوم رئيسيّ في الهندوسية، يشيرُ إلى الأهدافِ المُثلى الأربعة لحياةِ الإنسان ألَا وهي الدَارما (التقوى والقيم الأخلاقيَّة)، والأرثا (سَعَةُ العَيش والقِيمُ الاقتصاديَّة)، والكَاما (المَلذّة والحُبّ والقِيم النفسيَّة)، والموكشا (التحرُّر والقيم الروحيَّة وتَحقِيقُ الذات).
تعدّ جميع هذه القيم هامّة، ولكن تعتبر الدَارما أكثرَ أهميةً من الأرثا أو الكَاما في الفَلسفة الهندوسيّة (في حالات التضارب). أمّا الموكشا فتُعتبر الهدف النهائي لحياةِ الإنسان. لا يوجد في الآن ذاته إجماع بين جميع الهندوس حيث توجد العديد من التفسيرات المختلفة حيال هذه التراتبية، وما إذا كان يجدرُ الاعتراف بوجود إحدى هذه القيم من عدمه.
لاحظَ الباحثون التاريخيون الهنود وجود نوع من التوترِ المُتأصّل ما بين السعي الدؤوب لكسبِ المال (الأرثا) والمَلذّة (الكاما) من جهة، والإعراض عن كل الثروة والمتاع من أجلِ تحقيقِ التحرُّر الروحي (الموكشا) من جهةٍ أخرى. واقترحوا «الزهد في العمل» أو «العمل المدفوع بالدارما والمجرد من الشهوات» كحل محتمل لهذا التعارض، وهو ما يعرف بالنيشكاما كارما.